# Cantone di Gimont
Il Cantone di Gimont era una divisione amministrativa dell'arrondissement di Auch, con capoluogo Gimont. Situato nel dipartimento di Gers e nella regione dei Midi-Pirenei, ha un'altitudine compresa fra i 132 metri sul livello del mare di Saint-Sauvy e i 264 metri sul livello del mare di Lussan, per una media di 182 metri.
A seguito della riforma approvata con decreto del 26 febbraio 2014, che ha avuto attuazione dopo le elezioni dipartimentali del 2015, è stato soppresso.

## Composizione
Il cantone aveva una popolazione di 6 902 abitanti (secondo il censimento del 2009) su una superficie di 223,16 km², con una densità di 30,92 abitanti al km². Del cantone facevano parte 14 comuni:
- Ansan
- Aubiet
- Blanquefort
- Escornebœuf
- Gimont
- L'Isle-Arné
- Juilles
- Lussan
- Marsan
- Maurens
- Montiron
- Sainte-Marie
- Saint-Sauvy
- Saint-Caprais